# Copenhagen Towers 2020
Questa voce raccoglie le informazioni riguardanti i Copenhagen Towers nelle competizioni ufficiali della stagione 2020.

## Nationalligaen 2020

### Stagione regolare
| Gentofte 14 agosto 2020, ore 19:00 2ª giornata | Copenhagen Towers | 29 – 26 referto | Søllerød Gold Diggers | Gentofte Sportspark |

| Vejle 22 agosto 2020, ore 15:00 3ª giornata | Triangle Razorbacks | 7 – 14 referto | Copenhagen Towers | Vejle Atletikstadion |

| Gentofte 5 settembre 2020, ore 14:00 5ª giornata | Copenhagen Towers | 64 – 28 referto | AaB 89ers | Gentofte Sportspark |

| Viby J 12 settembre 2020, ore 14:00 6ª giornata | Aarhus Tigers | 14 – 53 referto | Copenhagen Towers | Bøgeskov Idrætsanlæg |

### Playoff
| Vejle 26 settembre 2020, ore 19:00 Semifinale | Triangle Razorbacks | - – - referto | Copenhagen Towers | Vejle Atletikstadion |

## Statistiche di squadra
| Competizione      | %Vittorie | In casa | In casa | In casa | In casa | In casa | In casa | In trasferta | In trasferta | In trasferta | In trasferta | In trasferta | In trasferta | Totale | Totale | Totale | Totale | Totale | Totale |
| Competizione      | %Vittorie | G       | V       | N       | P       | Pf      | Ps      | G            | V            | N            | P            | Pf           | Ps           | G      | V      | N      | P      | Pf     | Ps     |
| ----------------- | --------- | ------- | ------- | ------- | ------- | ------- | ------- | ------------ | ------------ | ------------ | ------------ | ------------ | ------------ | ------ | ------ | ------ | ------ | ------ | ------ |
| Stagione regolare | 1.000     | 2       | 2       | 0       | 0       | 93      | 54      | 2            | 2            | 0            | 0            | 67           | 21           | 4      | 4      | 0      | 0      | 160    | 75     |
| Totale            | 1.000     | 2       | 2       | 0       | 0       | 93      | 54      | 2            | 2            | 0            | 0            | 67           | 21           | 4      | 4      | 0      | 0      | 160    | 75     |